# Jan Rziha
Jan Rziha (* 24. Juli 1963) ist ein ehemaliger deutscher Fußballspieler.

## Sportliche Laufbahn
Rziha, der 1972 der SG Dynamo Dresden beitrat, rückte Anfang 1983 aus der Nachwuchsoberligamannschaft  in die Oberligaelf auf. Am 14. Spieltag der Saison 1982/83 debütierte der 19-jährige Mittelfeldspieler beim 2:0-Heimsieg gegen die BSG Wismut Aue in der höchsten Spielklasse des DDR-Fußballs. In seinem neunten und letzten Oberligaspiel für Dynamo gelang ihm am 26. Spieltag dieser Spielzeit beim 3:1-Erfolg gegen den 1. FC Lokomotive Leipzig im Dynamo-Stadion sein erstes Tor in der Oberliga.
1983/84 blieb Rziha ohne Einsatz im Erstligakader. Mit der 2. Mannschaft der SGD gelang ihm als Dresdner Bezirksmeister in dieser Spielzeit über die Aufstiegsrunde der Sprung aus der drittklassigen Bezirksliga in die zweitklassige DDR-Liga.
Rziha bot sich auf diesem Weg für einen Wechsel zum Oberligisten BSG Stahl Riesa im Sommer 1984 an. In seiner einzigen Saison bei den Stahlwerkern half er in 18 Partien des Spieljahres 1984/85 mit, dass die Riesaer den 12. Platz erreichten und damit vor den beiden Absteigern BSG Chemie Leipzig und BSG Motor Suhl einkamen. In der 2. Hauptrunde des FDGB-Pokals erzielte Jan Rziha beim 6:0-Auswärtssieg gegen Fortschritt Bischofswerda gleich fünf Tore.
1985 führte ihn sein Weg zum HFC Chemie, für den er bis 1992 aktiv blieb, und damit zunächst wieder in die Liga. Mit dem Club aus dem Kurt-Wabbel-Stadion gelang ihm 1986/87 der Aufstieg in die Oberliga, die der HFC 1984 hatte verlassen müssen. Ende 1986 absolvierte der Defensivakteur neun Pflichtspiele, sieben in der Punktspielrunde und zwei mit jeweils zwei Treffern im Pokal, für die BSG Chemie Buna Schkopau, die in derselben Ligastaffel B wie der HFC antrat.
Bis zur Zusammenführung von ost- und westdeutschem Fußball im Zuge der deutschen Wiedervereinigung blieb Rziha nach seiner Rückkehr aus Merseburg dann bei den Hallensern Stammspieler mit stetig steigenden Einsatzzahlen pro Saison. In der letzten eigenständigen Saison des ostdeutschen Erstligafußballs war er mit zwei Toren in 25 Partien am 4. Platz beteiligt. Dieser brachte einerseits die Qualifikation für die Premierenspielzeit der gesamtdeutschen 2. Bundesliga und bedeutete andererseits die Teilnahme am Europapokal als Repräsentant des zu diesem Zeitpunkt bereits in den NOFV umgewandelten DFV der DDR.
Im UEFA Cup 1991/92 war der inzwischen auf der Liberoposition spielende Rziha beim 2:1-Hinspielsieg des nun als Hallescher FC firmierenden Vereins gegen den sowjetischen Vertreter Torpedo Moskau dabei. Das Rückspiel, das mit 0:3 verloren wurde und damit das Aus in der 1. Runde bedeutete, verpasste der inzwischen 28-jährige Lizenzspieler aufgrund von Problemen mit der Achillessehne. In nur sieben Partien der bis heute einzigen Hallenser Saison in der 2. Bundesliga 1991/92 aufgeboten, konnten Rziha, der ab September 1991 nicht mehr eingesetzt wurde, und seine Mannschaftskollegen den Abstieg im Frühjahr 1992 in die drittklassige Amateur-Oberliga nicht verhindern.
Ab 1992 spielte der frühere Erstligaakteur wieder in Dresden, das er acht Jahre zuvor verlassen hatte, Fußball. Für den Dresdner SC war Rziha 1992/93 und 1993/94 in der Südstaffel der Oberliga Nordost aktiv.